# Jean-François Niceron
Jean-François Niceron (5 luglio 1613 – 22 settembre 1646) è stato uno scienziato francese.
Jean-François Niceron, nativo di Parigi, fu professore di matematica nel convento dei Minimi a Roma (Trinità dei Monti). I suoi interessi per la filosofia naturale si concentrarono in modo particolare sui problemi relativi all'ottica geometrica e alla prospettiva, ai quali dedicò un'opera fortunata (La perspective curieuse ou Magie artificielle des effets merveilleux, Parigi, 1638). Trascorse buona parte della vita a Roma, contribuendo a diffondere in Italia le opere dei principali matematici francesi contemporanei.